# Waimangu-Geysir

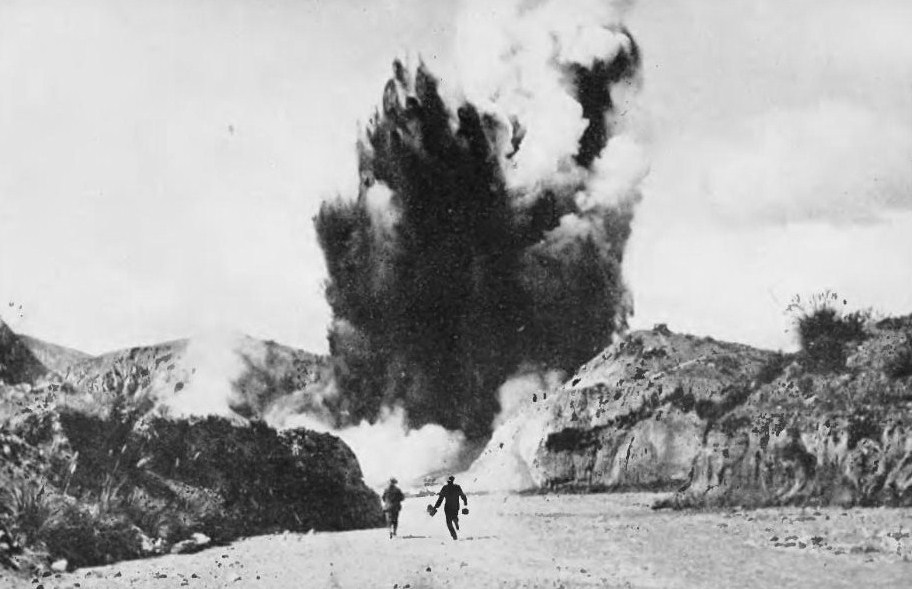
Ausbruch des Waimangu-Geysirs, 1903

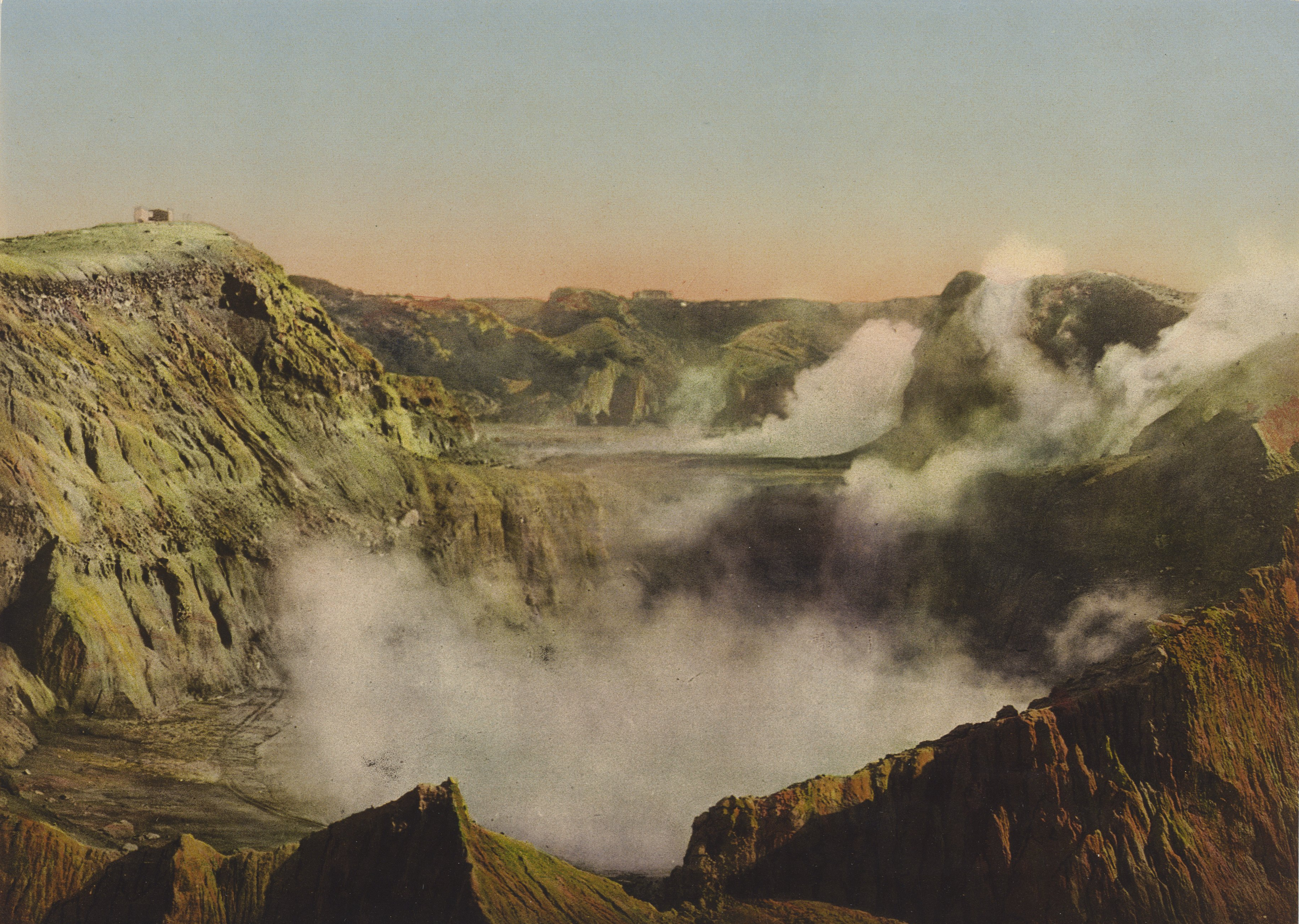
Gegend des erloschenen Waimangu-Geysirs, um 1910

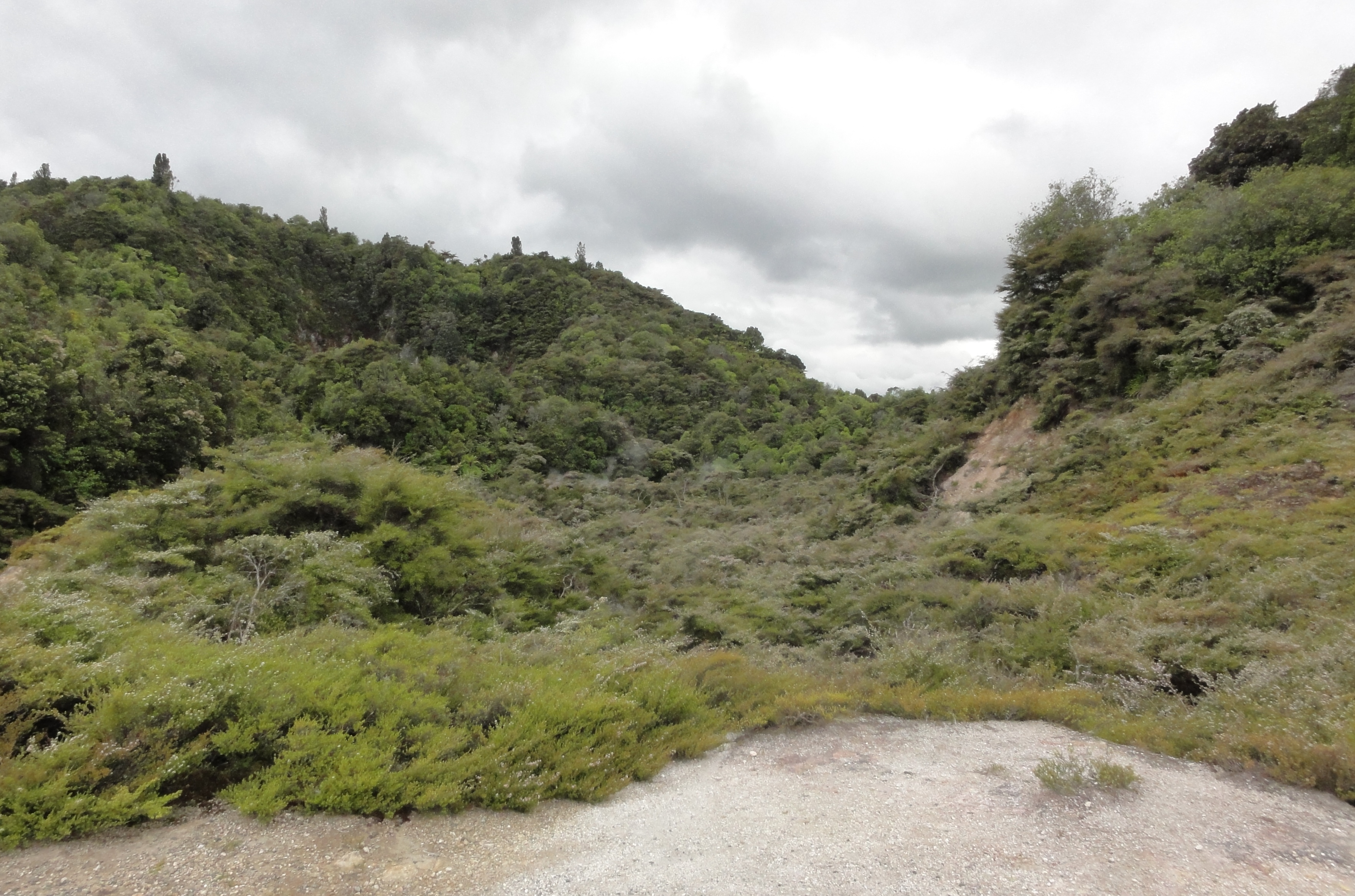
Standort des Geysirs, 2011

Der Waimangu-Geysir war ein Geysir im Waimangu Valley bei Rotorua auf der Nordinsel Neuseelands. Er war der größte Geysir der Welt.
Die geologischen Voraussetzungen für einen Geysir entstanden vermutlich durch die Eruption des Mount Tarawera im Jahre 1886, die einen 14 km langen Graben den Berg hinab und durch den Lake Rotomahana öffnete.
Der erste Ausbruch wurde im Jahre 1900 beobachtet. Er erreichte in einzelnen Eruptionen maximal 400 bis 460 m, normalerweise etwa 100 bis 150 m Höhe. Damit war er der höchste Geysir der Welt. Der höchste heute aktive Geysir der Welt, der Steamboat-Geysir in den USA, erreicht etwa 100 m Höhe. Der größte Geysir Neuseelands ist heute der Pohuto in Whakarewarewa mit maximal 30 m Höhe.
Das Wasser des Geysires war wegen mitgerissener Steine und Schlamm schwarz, so dass die Māori den Geysir „Waimangu“ („schwarzes Wasser“) nannten. Der Geysir gab dem Tal und dem gesamten Thermalgebiet, dem Waimangu Volcanic Rift Valley, den Namen.
Nachdem der Ausbruch des Tarawera 1886 die damals bedeutendste touristische Attraktion Neuseelands, die Pink and White Terraces, zerstört hatte, begann sich um den Geysir der Tourismus erneut zu entwickeln. 1902/03 entstand eine größere Touristenunterkunft am Zugang zum Tal und Schutzhütten mit Blick auf den Geysir. Die südlich gelegene Schutzhütte wurde später wieder entfernt, da sie sich im Wurfbereich der ausgestoßenen Steine befand. 1903 kamen zunehmend mehr Besucher.
Am 10. August 1903 befuhren der Touristenführer Alfred Warbrick und ein Mr. Buckridge, Maat auf der Yacht Tilikum, aufgrund einer Wette den Geysirsee 12 Minuten lang mit einem Ruderboot. Sie nahmen Messungen vor und fanden den See 14,6 m tief und 130 m × 80 m groß. Die unerwartet geringe Tiefe wurde darauf zurückgeführt, dass die hochgeschleuderten Steine nach dem Ausbruch wieder in den Schlot zurückfielen.
Am 30. August 1903 wurden vier Touristen, darunter der Rugby-Nationalspieler Joseph Warbrick, getötet, nachdem sie wiederholte Anweisungen ihres Führers Alfred Warbrick, des Bruders von Joseph, in sichere Entfernung zurückzukehren, ignoriert hatten. Sie hatten sich nahe an den Rand des Geysirs begeben, als dieser plötzlich ausbrach. Die vier Touristen wurden von heißem Wasser und Schlamm den Abfluss des Geysirs hinabgespült und kamen ums Leben.
Infolge eines Erdrutsches, der den Grundwasserspiegel veränderte, hörte die Aktivität am 1. November 1904 plötzlich auf, nachdem sie bereits im Laufe des Jahres abgenommen hatte.
Der Schlot, ein an drei Seiten von Hügeln umgebenes Becken, liegt im Waimangu Valley im Nordosten des Echo-Kraters mit dem „Frying pan lake“ und kann besichtigt werden.